# Parthenopéi Köztársaság
A Második Nápolyi Köztársaság egy tiszavirág-életű államalakulat volt, amely 1799 januárjától június végéig állt fenn a Nápolyi (Bourbon) Királyság területén, Bonaparte tábornok itáliai hadjáratának hatására. Azon francia törekvések nyomán alakult ki, hogy a forradalmi eszméket exportálják Európa más államaiba is. Hivatalosan Parthenopéi Köztársaság néven volt ismert, a város antik nevére utalva.

## Előzményei
A francia forradalom kitörésekor IV. Ferdinánd és felesége Mária Karolina királyné támogatták ugyan a reformokat, de a Francia Királyság bukása után gyorsan elvetették azokat. A Nápolyi Királyság 1793-ban csatlakozott a Francia Köztársaság elleni első koalícióhoz, ugyanakkor a helyi köztársaság-pártiak ellen kemény megtorlásokat alkalmaztak. Ennek ellenére a köztársaság eszméje teret hódított elsősorban a liberálisabb arisztokraták köreiben.
1796-ban IV. Ferdinánd király ugyan békét kötött a Francia Köztársasággal, de 1798-ban Mária Karolina királyné, látva Nelson győzelmét a nílusi csatában és alapozva Bonaparte tábornok távollétére, meggyőzte férjét, hogy hadat üzenjen a franciáknak. Nelson admirális 1798-ban érkezett Nápolyba, ahol nagy lelkesedéssel fogadták. A nápolyiaknak egy 70 000 emberből álló hadsereget sikerült verbuválniuk az osztrák Karl von Mack tábornok vezetése alatt. A hadsereg október 29-én sikeresen elfoglalta Rómát és visszaállította a pápai államot. Egy sikeres francia ellentámadás során viszont seregei visszavonulásra kényszerültek.
A király visszasietett Nápolyba és annak ellenére, hogy város lakosságának legnagyobb részét kitevő lazzarik (szegény réteg) királypárti volt és bármikor a király védelmére siettek volna, Nelson hajóján Palermóba menekítette udvarát. A város irányítását Francesco Pignatelli Strongoli herceg vette át.
A tanácstalan és vezér nélkül maradt lazzarik számos, a köztársaság eszméivel szimpatizáló személyt lemészároltak. A nemesosztály és a tanult réteget viszont, látva, hogy királyuk cserbenhagyta őket, elkezdtek egy francia segítséggel felállítandó köztársaságot szervezni az anarchia elkerülése végett. 1799. január 12-én Pignatelli feladta a várost Jean Étienne Championnet francia tábornoknak. A hír hallatán a lazzarik fellázadtak, s noha nem voltak kellően felfegyverezve, hősiesen ellenálltak. Közben a nápolyi jakobinus párt is fellázadt, aminek következtében kitört a polgárháború. 1799. január 20-án a köztársaság-pártiaknak sikerült elfoglalni a Castel Sant’Elmo erődöt, így megnyílt a kapu a francia seregek nápolyi bevonulása előtt. A harcoknak 8000 városlakó és 1000 francia katona esett áldozatául.

## A köztársaság
A Parthenopéi Köztársaságot 1799. január 23-án kiáltották ki hivatalosan. Az új államalakulatnak nem volt saját vezetése, saját rendfenntartó erői és teljes mértékben a francia hadseregnek volt alárendelve, amely vissza is élt helyzetével: gyakoriak voltak a fosztogatások és a nemi erőszak. A köztársaság vezetői magas rangú, iskolázott emberek voltak a társadalom magasabb rétegeiből, akiknek gyakorlati ismereteik hiányoztak az ország vezetését illetően, ugyanakkor nem ismerték az alacsonyabb rétegek életkörülményeit. A vezetés hamarosan pénzügyi nehézségekbe is ütközött, elsősorban Championnet sorozatos követelései miatt.
Eközben Palermóban Fabrizio Ruffo kardinális megszervezte az ellenforradalmat. Hadserege az Esercito Cristiano della Santa Fede (a Szent Hit Keresztény Hadserege) elsősorban útonállókból, elítéltekből, parasztokból és dezertőr katonákból állt. A hadseregnek elváráson felüli sikerei voltak, végigvonultak a Köztársaság területén fosztogatva és mészárolva. Egy angol századnak sikerült elfoglalnia Procida szigetét, de néhány kisebb összecsapás után a nápolyi flottával visszahívták őket Palermóba, miután oda várták az egyesített spanyol és francia flottát.
Ruffo hadserege, orosz és török hadihajók támogatásával Nápoly ellen indult. A francia seregek visszavonultak, így a gyenge nápolyi hadsereget könnyen le tudták győzni. Csak Nápoly és Pescara városok álltak ellen.
1799. június 13-án Ruffo csapatai elérték Nápolyt és Ponte della Maddalena-i csatában legyőzték a városvédőket és bevonultak a városba. Ruffo serege és a lazzarik folytatták az utcai harcokat, és ugyan sikerült meghódítaniuk a várost, mégsem voltak a helyzet magaslatán, ugyanis a franciák a Castel Sant’Elmoból, míg a köztársaságpártiak a Castel Nuovóból és a Castel dell’Ovóból ágyúzták az utcákat és várták a felmentő spanyol-francia flottát. Ruffo igyekezett minél hamarabb kiegyezni és kiüríteni az erődöket, annak ellenére, hogy Mária Karolina királyné megtiltott bármiféle egyezkedést a felkelőkkel. Rövid egyezkedések után a köztársaságiak és a franciák beleegyeztek az erődök feladásába, cserébe a jövőbeni szabadságuk biztosításába. A franciákat és az ezt igénylő köztársaságpártiakat biztosították, hogy szabadon elhajózhatnak Toulon felé.
1799. június 24-én, miközben a távozó hajókat rakodták, megérkezett Nelson flottája. Az admirális nem fogadta el kapituláció feltételeit. Ruffo közbenjárására június 26-án engedélyezte a köztársaság-pártiak hajóra szállását is. Június 28-án viszont a királyi udvartól kapott felhatalmazás értelmében mégis letartóztatta az elutazni készülő felkelőket.

## Következményei
1799. július 8-án a király visszatért Palermóból és elindította a felkelők elleni bírósági eljárásokat: 99 személyt halálraítéltek, több mint 500 személyt bebörtönöztek és több, mint 350 személyt száműztek.

## Kapcsolódó lapok
- Nápoly
- Szicília
- Első koalíciós háború
- Nápolyi Királyság
- Két Szicília Királysága